# Щегловський (селище)
Щегло́вський (рос. Щегловский) — селище у складі Кемеровського округу Кемеровської області, Росія.

## Населення
Населення — 1070 осіб (2010; 998 у 2002).
Національний склад (станом на 2002 рік):
- росіяни — 95 %